# Guillermo Izquierdo Araya
Guillermo Paulino Izquierdo Araya (Santiago, 16 de abril de 1902-19 de agosto de 1988) fue un académico, abogado y político chileno de ideología fascista y nacionalista. Fue fundador del Movimiento Nacionalista (MN), presidente del influyente Partido Agrario Laborista (PAL) y senador por este entre 1953 y 1961.

## Familia y estudios
Nació en 1902, hijo de Abel Izquierdo Fredes, profesor de matemáticas en la Universidad de Chile y rector de la Escuela de Artes y Oficios (actual Universidad de Santiago); y de Elvira Araya Izquierdo, también profesora de matemáticas. Su abuelo paterno Guillermo Izquierdo Escudero fue profesor y rector del Liceo de La Serena. Es bisnieto de Santos Izquierdo y Romero, caballero de la Orden de Montesa y peninsular residente en el Reino de Chile que se opuso con fuerza a la Primera Junta Nacional de Gobierno de Chile en 1810. También era sobrino del político Luis Izquierdo Fredes.
Estudió en el Instituto Nacional y fue compañero de Eugenio González Rojas, con quien fundó una escuela nocturna destinada a alfabetizar obreros. Tanto Izquierdo como González Rojas serán educadores de profesión y fundadores de la FECH.
En 1920 ingresa al Instituto Pedagógico y a la Escuela de Derecho de la Universidad de Chile en donde estudió, respectivamente, Historia por la mañanas y Leyes por las tardes. Puesto que también trabajaba en la Comisión de Puertos por 25 pesos mensuales, abandona la carrera de Derecho y se titula como Profesor de Estado en Historia y Geografía en el año 1923.
En 1925 se reincorpora a la Escuela de Derecho jurando como abogado el 25 de marzo de 1931, más tarde de lo previsto, puesto que tuvo que postergar algunos cursos para cumplir con sus labores en la Comisión de Puertos y de profesor de historia en el Liceo Nocturno Federico Hanssen (del Instituto Pedagógico). Además, cursó estudios en la Academia de Guerra Aérea de Chile, obteniendo el título de profesor militar en 1938. Marcó su paso por la facultad el segundo tomo de su memoria El Gobierno Representativo, tomo en el que hacia una comparación entre el Estado Fascista Mussoliniano y el Estado Soviético Leninista, que expresaban las nuevas tendencias de la época. Aprobó la memoria con distinción. El profesor Juan Guillermo Guerra, le encargó confidencialmente a Augusto Iglesias que cotejara todas las citas y notas que incluía la memoria; todas fueron verificadas; después Guerra le diría a Izquierdo que era una memoria excelente, pero que constituía una mala costumbre "eso de hacer obras tan voluminosas para licenciarse". Sobre el trabajo, un miembro del Tribunal Constitucional de Chile señaló: 

Es un verdadero tratado. Para una persona que está recién egresando y para una tesis que es de pregrado, la verdad es que la obra del régimen representativo es una magna obra, una obra completísima que denota un esfuerzo enorme de detalles. (...) Es una obra de muchísima actualidad.
José Ignacio Vásquez, académico y ministro del Tribunal Constitucional de Chile; enero de 2024.

Se casó con Rebeca Marfil Cánepa en el año 1925; y en segundo matrimonio, con Bettina Bergmann B., el 26 de abril de 1956 y tuvieron cuatro hijos.

## Carrera académica
Su actividad docente la comenzó como estudiante, siendo uno de los fundadores de la Asociación Pro Cursos Nocturnos para obreros del Instituto Nacional (APCNPOIN), entre 1918 y 1919. La APCNPOIN publicaba un diario que circulaba dentro del Instituto Nacional. En una entrevista de 1984, dijo al historiador Erwin Robertson que en el proceso de formación de sus ideas políticas vuelve su mirada a la asociación: 

Ahi comenzó mi formación, colaboré muy de cerca con Sergio Magnan (quien propuso la idea) y Eugenio González Rojas. Éramos los tres dirigentes.
Guillermo Izquierdo, Testimonio histórico, 1984, p. 24.

Fue profesor durante 50 años; hizo clases en el Liceo de Aplicación (1928, 1951-1953, 1970); en el Patrocinio San José y la Escuela de Artes y Oficios (1930-1933); en el Instituto de Historia de la Universidad Católica de Chile hasta 1972; en la Facultad de Humanidades y Ciencias de la Educación de la Universidad de La Plata en Argentina (1948); y en la Facultad de Derecho y Ciencias Sociales de la Universidad de Buenos Aires (1948). También fue catedrático de la Academia de Guerra del Ejército (1935-1939) y de la Academia de Guerra Aérea (1937-1939).
Se desempeñó como abogado jefe de la Oficina Jurídica de la Asociación de Propietarios de Hoteles y Similares de Chile (1935-1940). También fue asesor jurídico de la Cámara Chileno-Argentina y secretario-abogado de la Confederación del Comercio e Industrias Minoristas de Chile (1933-1934). 
Fue funcionario del Ministerio de Hacienda, en la Comisión de Puertos, entre los años 1920-1928.
Fue abogado del Consejo de Defensa del Estado, asumiendo ante los tribunales la defensa de algunos personajes públicos.
En el diario La Nación trabajó como editorialista y comentarista político con el seudónimo de «Plutarco» (1932-1934). Fue corresponsal de El Diario Ilustrado de Santiago en Argentina (1947-1949) y se desempeñó como columnista de El Mercurio y El Diario Ilustrado de Santiago, La Unión de Valparaíso, El Sur de Concepción, El Correo de Valdivia, y El Diario Austral de Temuco.
Formó parte de la Comité Patria y Soberanía (actual Corporación de Defensa de la Soberanía) hasta el día de su muerte.

## Actividad política
En 1922 se sintió disconforme con el carácter "extremista" que había tomado la Federación de Estudiantes de la Universidad de Chile (FECH) y formó, junto con Enrique Matta Figueroa, la Federación Nacional de Estudiantes, que solo existió durante el primer gobierno del presidente Arturo Alessandri Palma.
Integró las filas del Partido Demócrata, entre 1919 y 1922 y de la Nueva Acción Pública, en 1931. Durante estos años simpatizó con el nazismo alemán y su versión criolla: el nacismo, un tipo particular de fascismo desprovisto del racismo biológico y centrado en un fuerte corporativismo y autoritarismo portaliano. Pese a todo, nunca integró las filas del Movimiento Nacional-Socialista de Chile (MNS), "nunca tuve la intención", declaró.
En diciembre de 1939 recibió a un grupo ex-nacistas descontentos con el liderazgo de Jorge González von Marées, quien había disuelto el MNS para rearticularlo en la Vanguardia Popular Socialista, una agrupación de izquierda socialista que rechazó el fascismo a la vez que reivindicaba a las víctimas de la Matanza del Seguro Obrero. Así, y con la firma de Ariosto Herrera como caudillo, se creó formalmente el Movimiento Nacionalista, integrado principalmente por ex-nacis, quienes replicaron el modelo de su antecesor. Las Tropas Nacista de Asalto (TNA), brazo paramilitar que protagonizó los sucesos del Seguro Obrero en 1938 pasaron a llamarse Tropas Nacionalistas de Asalto (TNA). A principios de 1940 Herrera tuvo que abandonar el país, por lo que Izquierdo tomó el mando del partido, cuya ideología estaba directamente influenciada por los fascismos europeos:

Lo que ejerció mas influjo aquí fue la llegada de Adolf Hitler al poder en 1933. Este acontecimiento nos golpeó muy fuerte y nos interesó mucho; comenzamos a leer sobre él; sobre todo, nos interesaba el pensamiento político, leíamos por ejemplo a Hitler y los numerosos discursos que pronunciaba Mussolini. Así se iban recogiendo ideas, para aplicarlas o trasladarlas acá también, adecuadas a la realidad del país.
Izquierdo Araya en Robertson y Banoviez, 1984, p. 85

El Movimiento Nacionalista de Izquierdo Araya, la Vanguardia Popular Socialista y el Ibañismo se unieron en una sola agrupación que denomiraron Unión Nacionalista, que operó 1943 y 1945 y fue liderado por Juan Gómez Millas, un importante profesor de la Universidad de Chile de ideología fascista. Este grupo también incluyó a algunos militares en retiro y exmiembros de la Falange Nacional descontentos con el giro al humanismo cristiano. El partido tuvo una clara simpatía por las Fuerzas del Eje durante la Segunda Guerra Mundial:

No la celebramos, en lo absoluto. Veíamos venir todo lo que pasó después. No comprendíamos como, en los últimos años de esta guerra, los Aliados, oséa Occidente, se dispusieron a favorecer a los rusos, a la URSS, o mejor dicho a Stalin. Esto fue especialmente claro en las conferencias de Casablanca y de Yalta. Ahí se tomaron acuerdos que fueron tremendamente perjudiciales para Occidente. Vimos que con esto iba a venir el desarrollo del comunismo, como efectivamente ha pasado.
Izquierdo Araya sobre la reacción de Unión Nacionalista ante la derrota de las Fuerzas el Eje en la Segunda Guerra Mundial. En Robertson y Banoviez, 1984, p. 54

Fundó y dirigió el grupo secreto "Los Cóndores", de tendencia neonazi, en 1945. Este grupo tuvo la finalidad de agrupar a "nacionalistas puros" y así evitar, según el propio Izquierdo, una supuesta infiltración de la masonería en el nacionalismo chileno. Entre sus integrantes destaca el literato Augusto Eyquem Biaut, Victor Vergara Marquez y Nilo Rosemberg. Tuvieron contactos con grupos nacionalistas argentinos que componían la base del primer gobierno de Juan Domingo Perón, a quien Izquierdo conoció personalmente.  
Fue militante del Partido Agrario Laborista (PAL) entre 1949 y 1958, siendo su presidente entre los años 1954-1957. Por el llamado Complot de Colliguay fue relegado en Iquique, desde enero a noviembre de 1952. En el año 1953 fue elegido senador de la República, por la Primera Agrupación Provincial "Antofagasta y Tarapacá", periodo 1953 y 1961; integró la Comisión Permanente de Constitución, Legislación y Justicia y la de Minería. Fue miembro de la Comisión Especial de Reglamento en 1953. Integró la Comisión Mixta Especial encargada de estudiar un procedimiento para impedir la incorporación de materias ajenas a los proyectos de la ley, 2.ª Legislatura Extraordinaria, en 1958.
Entre las mociones presentadas que se transformaron en ley de la República, destaca la idea presentada junto con otros parlamentarios, de emitir estampillas para celebrar el cincuentenario de la fundación de la Sociedad Chilena de Historia y Geografía; Ley N°12.930 de 26 de agosto de 1958.
Tras la disolución del PAL en 1958, se incorporó al Partido Nacional Popular (Panapo) hasta 1960, cuando pasó a formar parte del Partido Democrático Nacional (Padena).
En las elecciones parlamentarias  de 1961 buscó la reelección como senador, sin éxito.
Luego de su retiro de la política activa mantuvo contactos con células nacionalistas, particularmente con Jorge Prat y su partido Acción Nacional.
En 1983 escribió un ensayo que es parte del libro  sobre la geopolítica regional del Cono Sur desde una perspectiva nacionalista chilena titulado Nuestra verdad sobre el Cono Sur, en el cual Oscar Espinosa Moraga escribió ensayo.